# Seyssel (Ain)
Seyssel ist eine französische Gemeinde mit 997 Einwohnern (Stand 1. Januar 2022) im Département Ain in der Region Auvergne-Rhône-Alpes. Sie gehört zum Kanton Plateau d’Hauteville im Arrondissement Belley.

## Geographie

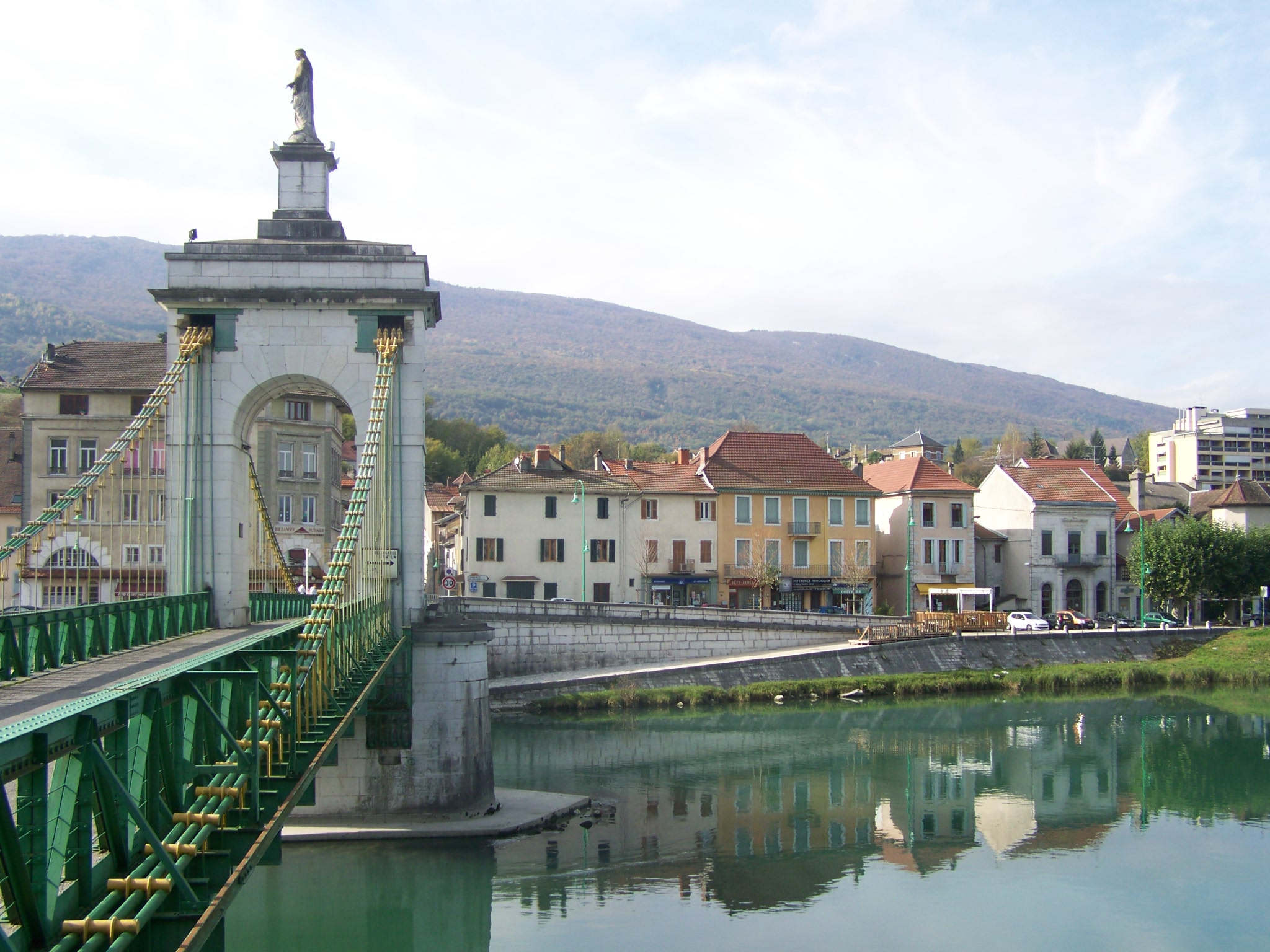
Blick auf Seyssel

Seyssel liegt auf 258 m, etwa 25 Kilometer westlich der Stadt Annecy und 37 Kilometer südwestlich der Stadt Genf (Luftlinie). Der Marktflecken erstreckt sich am westlichen Ufer der Rhône gegenüber von Seyssel im Département Haute-Savoie, in der breiten Talsenke zwischen dem Grand Colombier im Westen und der Montagne des Princes im Osten.
Die Fläche des 2,40 km² großen Gemeindegebiets umfasst einen Abschnitt des Rhônetals. Die östliche Grenze verläuft entlang der Rhône, die hier in einer breiten Talniederung von Norden nach Süden fließt und sich im Bereich von Seyssel markant verengt. Sowohl unterhalb als auch oberhalb von Seyssel wird die Rhône gestaut (Barrage de Seyssel). Vom Flusslauf der Rhône erstreckt sich das Gemeindeareal nach Westen über die flache Talniederung und die angrenzenden Hänge auf ein Plateau, das dem Jurafuß vorgelagert ist. Durch die Täler kurzer Seitenbäche der Rhône wird dieses Plateau untergliedert. Mit 332 m wird hier die höchste Erhebung von Seyssel erreicht.
Zu Seyssel gehören neben dem eigentlichen Ortskern auch mehrere Weilersiedlungen und Gehöfte, darunter:
- Morez (310 m) in einem Seitentälchen der Rhône
- Les Séchalets (280 m) am westlichen Talhang der Rhône

Nachbargemeinden von Seyssel sind Corbonod im Westen und Norden, Seyssel im Osten sowie Anglefort im Süden.

## Geschichte
Das Gebiet um Seyssel war bereits während der Römerzeit besiedelt. In der Nähe des Weilers Vens östlich der Rhône auf dem Boden des heutigen Seyssel (Haute-Savoie) befand sich das gallorömische Landgut Condate. Aus dieser Zeit sind zahlreiche Mauerfundamente sowie die Spuren einer Römerstraße erhalten.
Erstmals wird die Ortschaft im Jahre 1096 unter dem Namen Saisel erwähnt. Später erschienen die Bezeichnungen Saysel (1155), Saysellum (1273), Saxaillo (1282), Sayssel (1293), und von 1345 ist der heutige Name Seyssel überliefert.
Seit dem 11. Jahrhundert unterstand Seyssel den Grafen von Savoyen, die hier eine Burg gründeten. Bereits im 13. Jahrhundert erhielt der Ort gewisse Freiheitsrechte und entwickelte sich zu einem bedeutenden Hafen und Umschlagsplatz an der Rhône. Mit dem Bau der ersten Brücke zu jener Zeit wurde Seyssel zu einem regional wichtigen Handelsstädtchen. Im Jahre 1601 gelangte der westliche Teil des Städtchens an Frankreich. Die Teilung von Seyssel wurde 1760 durch einen Vertrag zwischen Frankreich und Savoyen endgültig besiegelt. Der kleinere, westlich der Rhône gelegene Teil verblieb bei Frankreich, während der östliche Teil an Savoyen gelangte.
Von 1793 bis 2015 war Seyssel Hauptort (frz.: chef-lieu) des Kantons Seyssel.
Als sich Frankreich im Zweiten Weltkrieg unter deutscher Besatzung befand, terrorisierten deutsche Truppen vom 10. bis 12. Februar 1944 die Bevölkerung der Gemeinden beiderseits des Flusses. Sie nahmen 12 Bauern und Ladenbesitzer, denen sie vorwarfen, die Résistance mit Lebensmitteln versorgt zu haben, fest und ermordeten sie. Sie erschossen beispielsweise vor ihrem Laden alle Männer der Metzgerei Borcier, nämlich der Besitzer, seinen Bruder, seinen Neffen und den Gehilfen. Nach den Morden beschossen die Deutschen das Haus mit einer Kanone.

## Bevölkerung
| Jahr                       | 1962 | 1968 | 1975 | 1982 | 1990 | 1999 | 2006 | 2014 | 2021 |
| Einwohner                  | 1001 | 1029 | 1043 | 831  | 817  | 801  | 902  | 981  | 1001 |
| Quellen: Cassini und INSEE |      |      |      |      |      |      |      |      |      |

Mit 997 Einwohnern (Stand 1. Januar 2022) gehört Seyssel zu den kleinen Gemeinden des Départements Ain. Nach einem Höchststand der Einwohnerzahl Mitte der 1970er Jahre wurde in der nachfolgenden Zeitperiode ein deutlicher Rückgang registriert. In den letzten Jahren wurde jedoch wieder eine Bevölkerungszunahme verzeichnet. Die Ortsbewohner von Seyssel heißen auf Französisch Seysselan(e)s.

## Sehenswürdigkeiten
Die Kirche Saint-François-de-Sales wurde 1901 geweiht. In Seyssel gab es im Spätmittelalter drei Klöster, die heute jedoch säkularisiert und anderen Zwecken zugeführt sind. Das Augustinerkloster (14. Jahrhundert) beherbergt heute eine Schule, das Kapuzinerkloster wurde im 14. Jahrhundert in der ehemaligen Burg der Grafen von Savoyen errichtet, und das Bernhardinerinnenkloster aus dem 17. Jahrhundert befindet sich heute in Privatbesitz. Im alten Ortskern sind verschiedene Bürgerhäuser aus dem 16. bis 18. Jahrhundert erhalten, darunter das Haus von François de Bonivard. Auf der Hängebrücke aus dem Jahre 1838, welche die beiden Seyssel verbindet, steht die monumentale Statue Notre-Dame-du-Rhône. 1987 wurde südlich von Seyssel eine neue Brücke über die Rhône eröffnet.

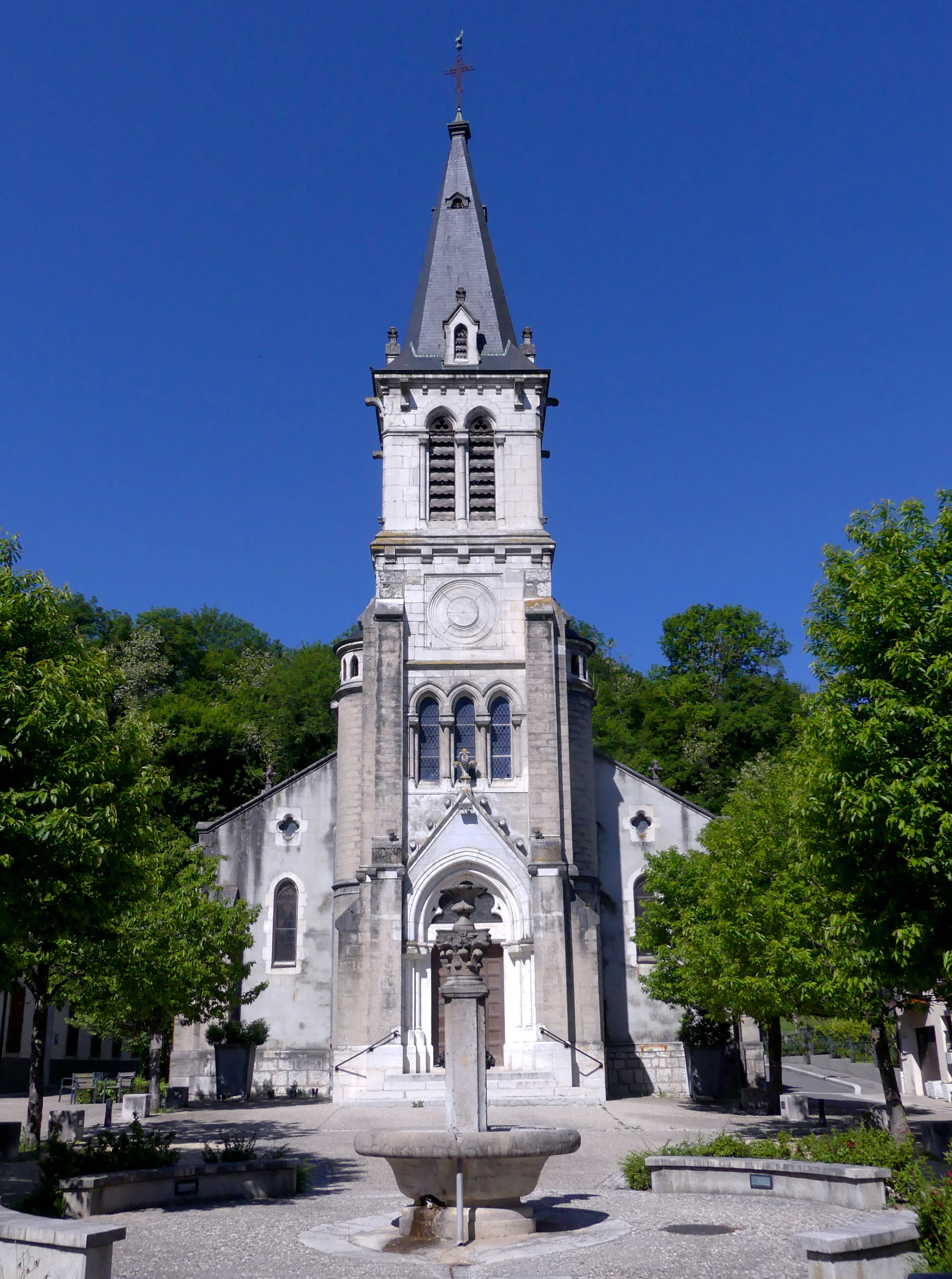
Kirche Saint-François-de-Sales
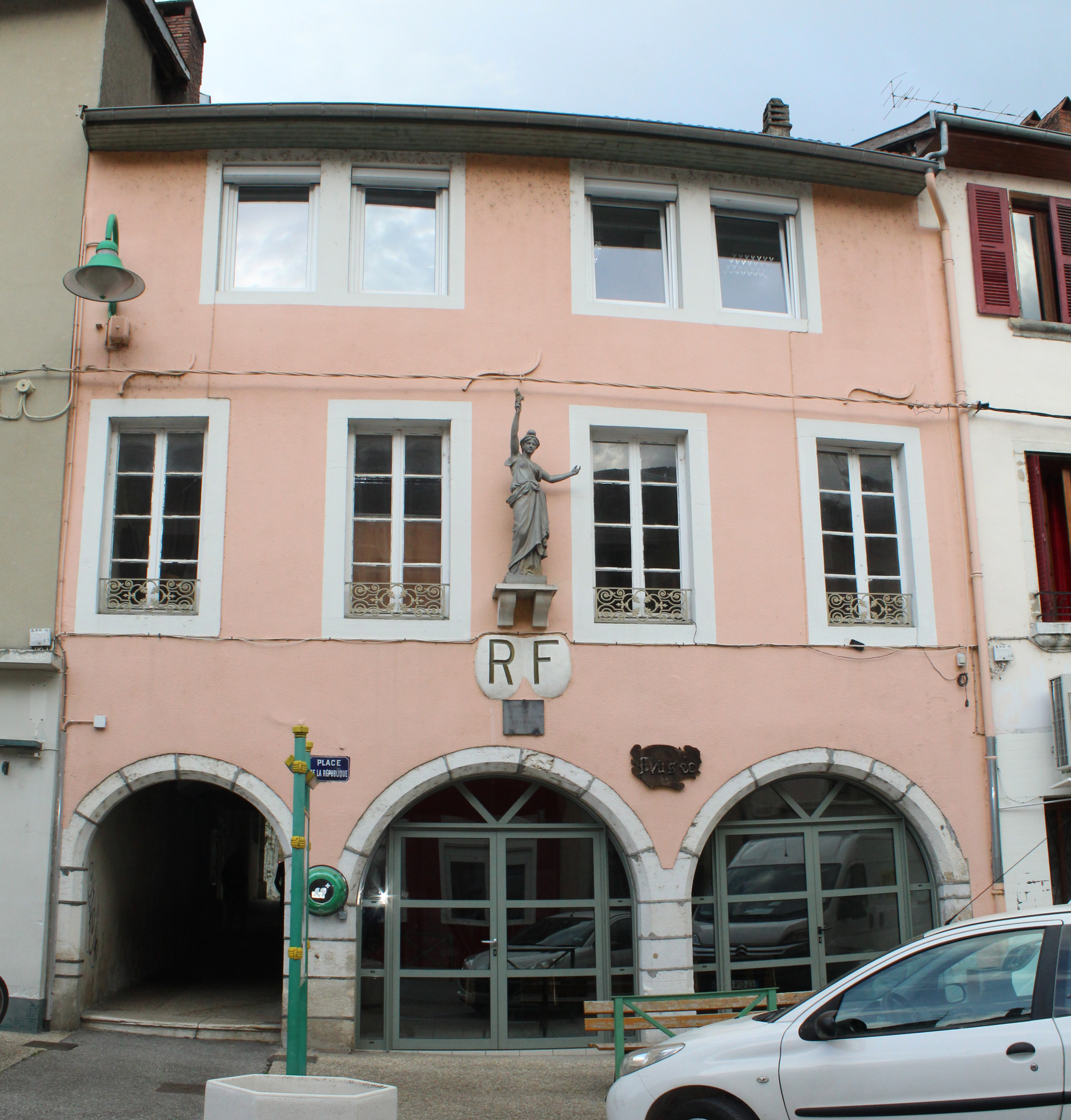
Ehemaliges Rathaus
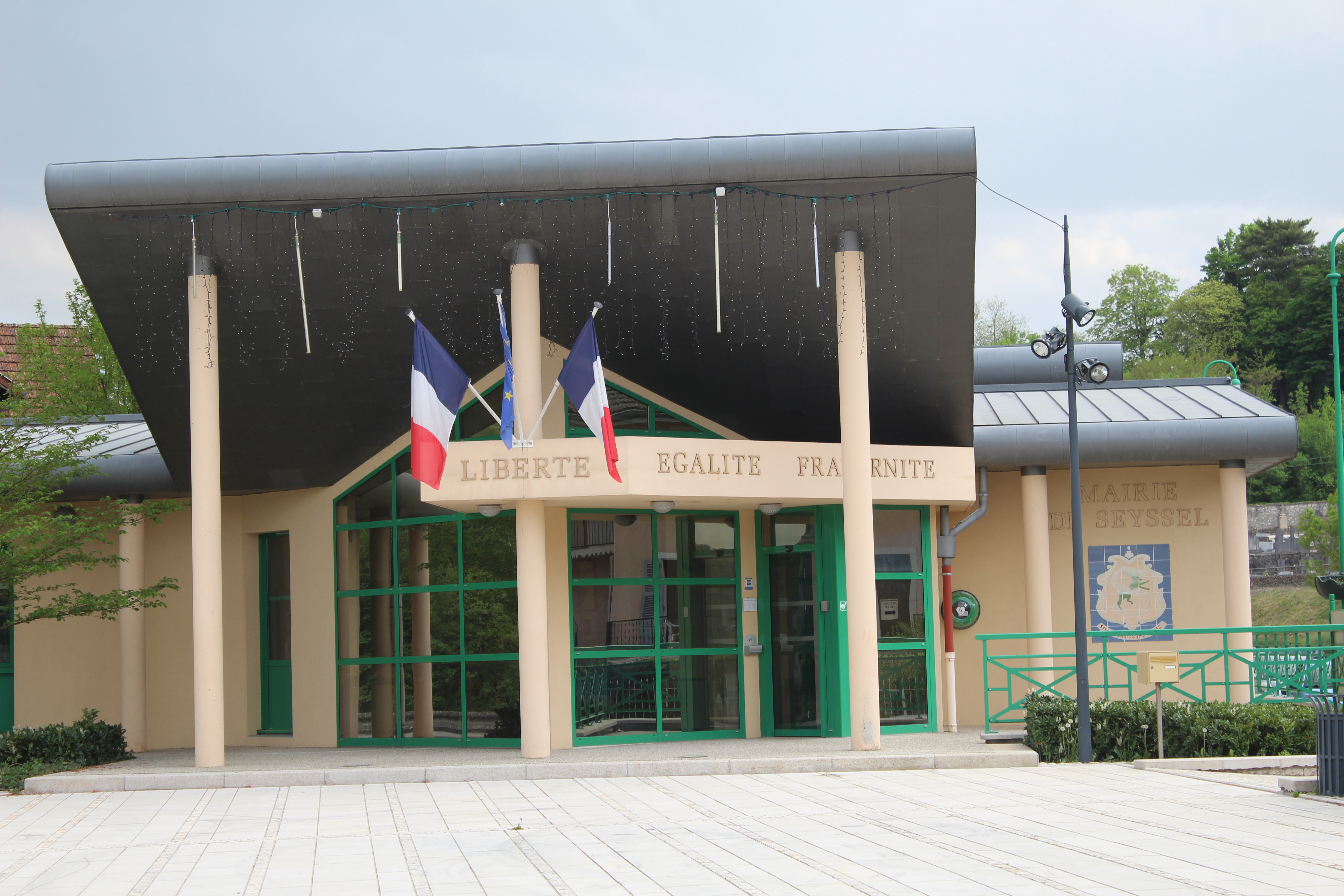
Neues Rathaus
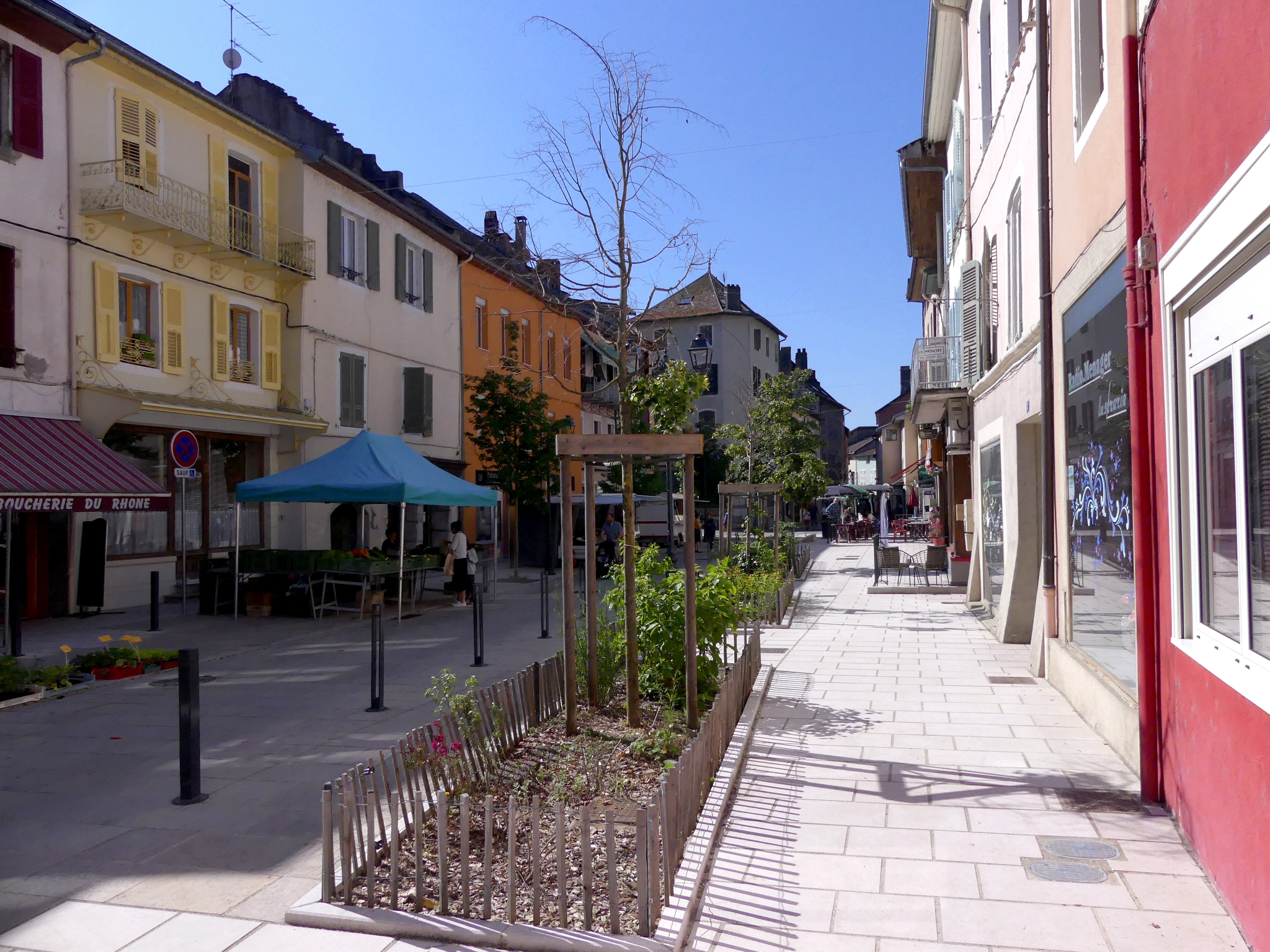
Platz der Republik
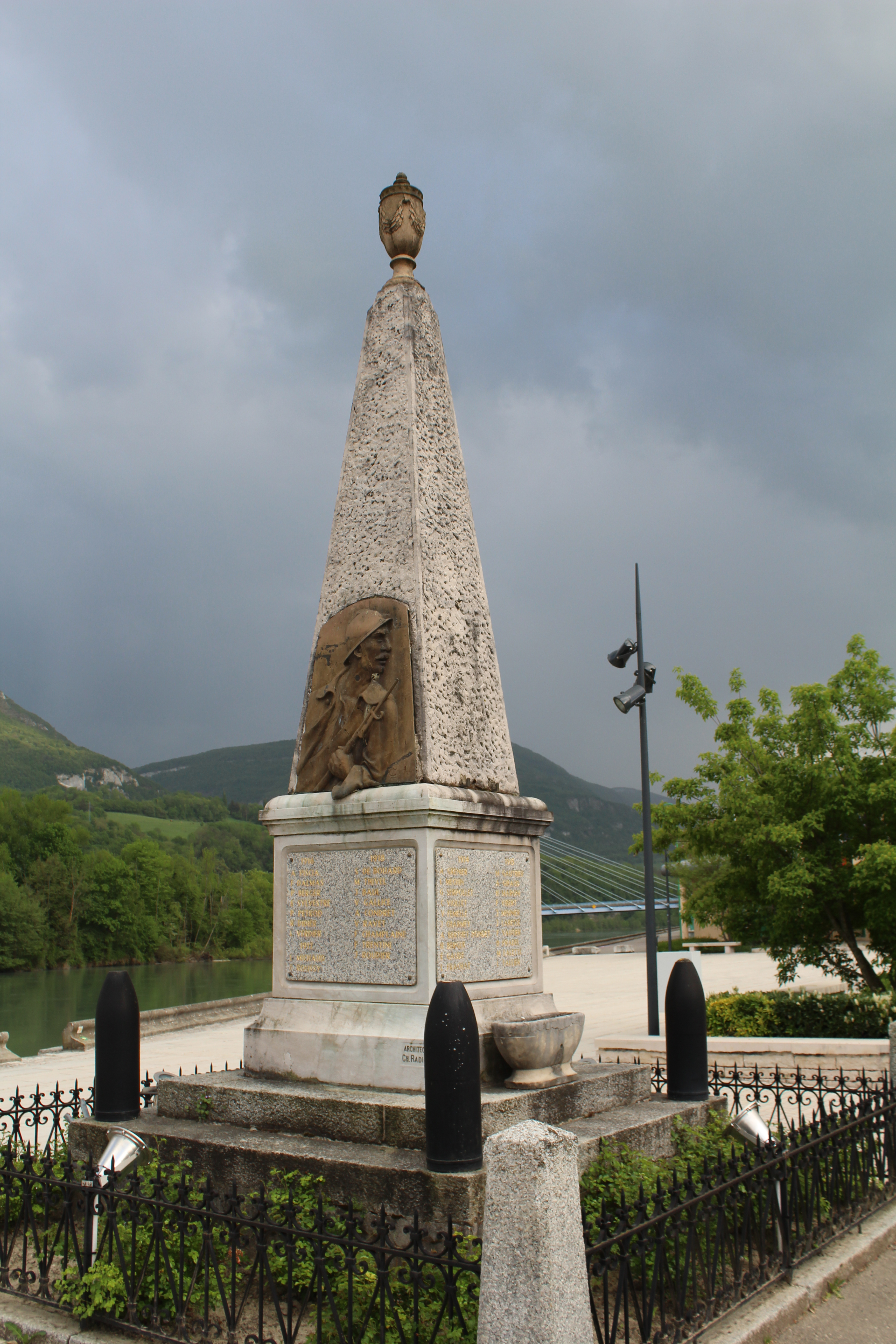
Gefallenendenkmal

## Wirtschaft und Infrastruktur

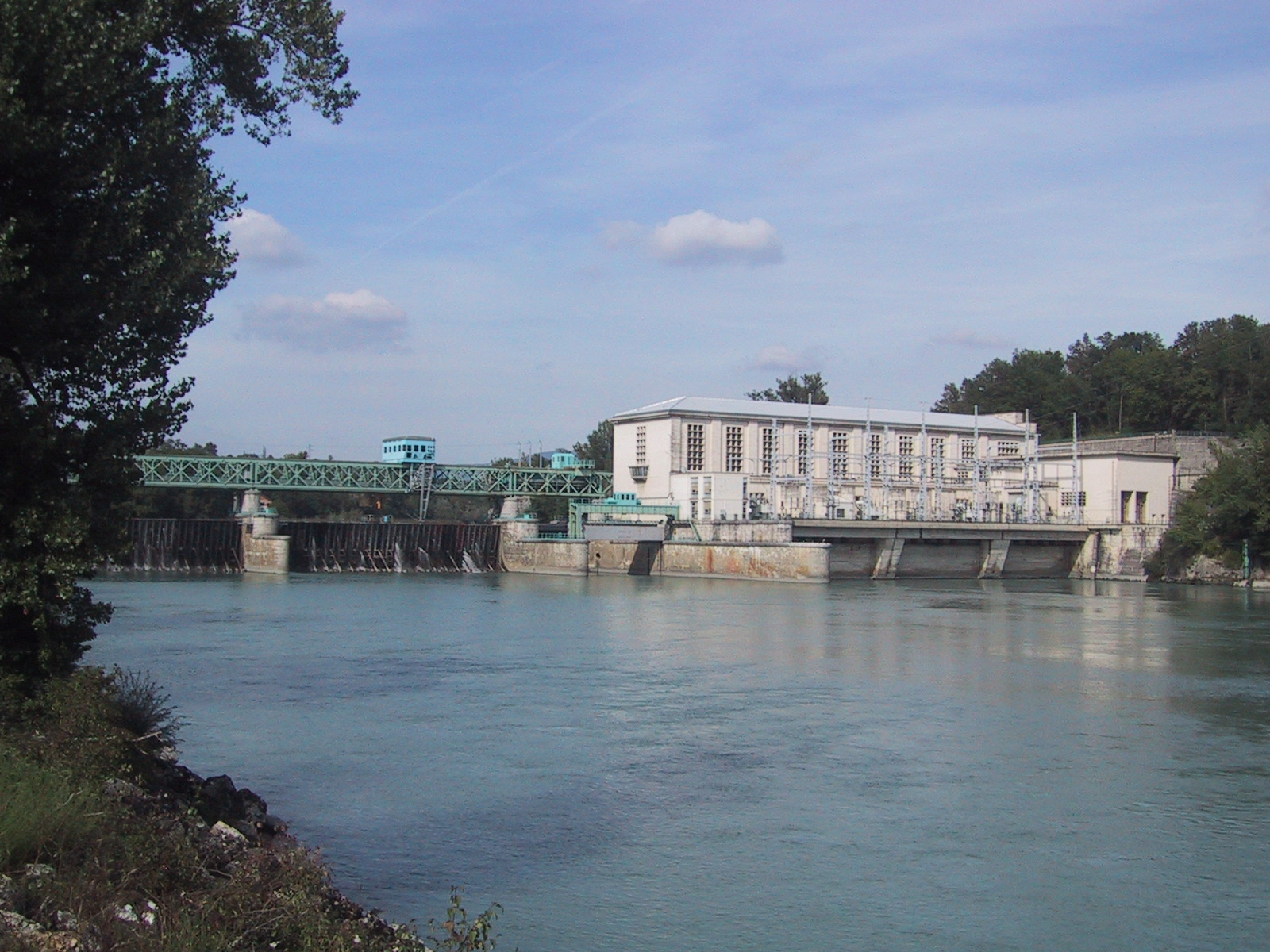
Wasserkraftwerk Seyssel

Seyssel war lange Zeit eine durch die Landwirtschaft und den Kleinhandel geprägte Gemeinde. In der Umgebung von Seyssel gibt es größere Weinbaugebiete. Im Talboden der Rhône südlich des Ortes entwickelte sich in den letzten Jahrzehnten eine kleine Gewerbe- und Industriezone, in der sich Betriebe verschiedener Branchen niederließen. Viele Erwerbstätige sind auch Wegpendler, die in den größeren Ortschaften der Umgebung ihrer Arbeit nachgehen.
Die Ortschaft ist verkehrsmäßig gut erschlossen. Sie liegt an der Straße von Belley nach Saint-Julien-en-Genevois. Weitere regionale Straßenverbindungen bestehen mit Bellegarde-sur-Valserine, Rumilly und Aix-les-Bains. Der nächste Anschluss an die Autobahn A40 befindet sich in einer Entfernung von rund 17 Kilometern. Seyssel besitzt einen Bahnhof an der Bahnstrecke Lyon–Genève.
In Seyssel befindet sich eine staatliche école primaire (Grundschule mit eingegliederter Vorschule).

## Persönlichkeiten
- Claude de Saint Martin (1729–1799), Bankier, Reichsgraf, kurpfälzischer Unternehmer